# May Néama
May Néama (Wenen, 1917 – Antwerpen, 2007) was een Antwerpse schilder, tekenaar, illustrator en graficus. Daarnaast ontwierp ze ook kostuums en decors voor opera, ballet en theater. Zij was internationaal bekend met haar boekillustraties en scenografisch werk. Ze kreeg talrijke opdrachten van theater- en operahuizen zoals KNS (Antwerpen/Gent), opera Garnier (Parijs) en verschillende uitgeverijen o.a. in Antwerpen, Brussel, Parijs, Londen en Lausanne. Haar oeuvre is enorm uitgebreid en gevarieerd.

## Leven

Omslag met afdruk en originele postzegel uitgegeven t.g.v. de opening van het Etnografisch Museum Antwerpen in 1988, ontwerp door May Néama

May Néama werd in 1917 geboren te Wenen. Ze volgde een opleiding aan de Vakschool voor Kunstambachten in Antwerpen, waar ze onder meer les krijgt van Joris Minne en Roger Avermaete. Ze studeert af met 'de grootste vrucht' en felicitaties van de jury.
In 1937 maakte Néama een tentoonstelling van decor- en kostuumontwerpen in het Belgisch Paviljoen voor het Onderwijs op de Wereldtentoonstelling van 1937 in Parijs. Twee jaar later zorgde ze voor de decoratie van de bioscoop van het Belgisch Paviljoen op de New York World's Fair en decoratieve stands voor private ondernemingen. Néama creëerde het decor en de kostuums voor de opera Le Pauvre Matelot van Jean Cocteau en Darius Milhaud dat op 8 februari 1940 tot stand kwam door het Koninklijk Kunstverbond van Antwerpen. Sinds 1952 had ze een continue samenwerking met Produits Roche in Brussel tot 1974. Na deze samenwerking maakte ze onder andere de ontwerpen, en voerde die uit, voor de museumkundige inrichting van het Huis Masereel in Bokrijk. 10 jaar later wordt Néama gevraagd om twee postzegels te ontwerpen.
Vanaf 1946 was ze ook lesgeefster in sier- en etalagekunst aan de Vakschool voor Kunstambachten. In 1966 gaf ze les aan het Instituut voor Kunstambachten te Antwerpen in reclamekunst en twee jaar later gaf ze toneeltechniek.

## Werken
In 1969 heeft Néama al meer dan 75 creaties van decors en kostuums gemaakt voor onder andere:
- Het Nationaal Toneel in Brussel
- Koninklijke Nederlandse Schouwburg (Antwerpen) en Koninklijke Nederlandse Schouwburg (Gent)
- Het Nationaal Dansfestival in Antwerpen
- Vlaamse Opera
- De Gezusters Brabants in Antwerpen
- De Dansschool Lea Daan in Antwerpen
- Het Ballet der XXe Eeuw van Maurice Béjart
- Het Festival van Vlaanderen met het Ballet André Leclair

Andere werken die zij heeft verricht:
- Wandversieringen voor de schepen: Baudouinville, Moliro, Rubens, Van Dijck, Jordaens en Bruegel
- Verluchten van verschillende bladzijden voor het Gulden Boek van de Openbare Onderstand in Antwerpen
- Deelname aan de Jaarlijkse Tentoonstelling van toneeldecors in het Dogepaleis (Venetië)
- Persoonlijke en collectieve tentoonstellingen in Antwerpen, Brussel, Deauville, Florence, Genève, Rijsel, Londen, Monte-Carlo, New York, Oostende, Parijs, Porto, Ronquières en Venetië
- Het illustreren van vele boeken voor uitgeverijen: 
  - L.H.S, Ibis, Rombaldi, Gründ en Seghers te Parijs
  - Lumière te Brussel
  - Colibri en Standaard Boekhandel te Antwerpen
  - The Folio Society te Londen
  - Guilde internationale du Livre te Lausanne
  - Casterman te Doornik
  - Brepols te Turnhout

## Prijzen
Onder meer:
- 1961: Prijs van Deauville
- 1965: Tweejaarlijkse prijs van de Provincie Antwerpen
- 1973: Prijs voor Ideeënwedstrijd van de Nationale Bank van België
- 1974: Gouden Palm, Monaco
- 1979: Laureate van de Internationale Wedstrijd voor Penningen in Lissabon